# Friedrich Philipp von Abert

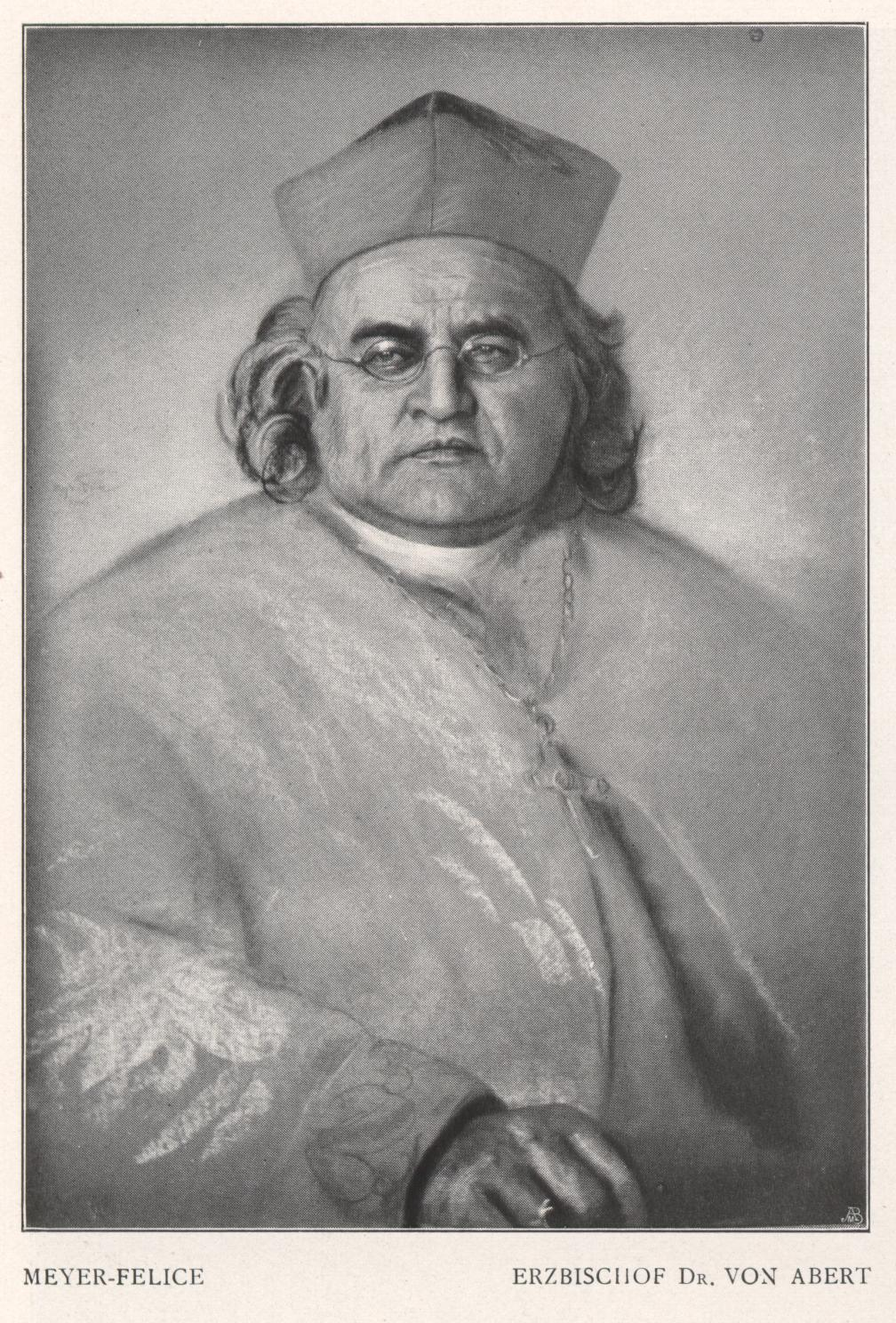
Erzbischof Friedrich Philipp von Abert, Gemälde von Felix Mayer-Felice, 1907.

Friedrich Philipp von Abert (* 1. Mai 1852 in Münnerstadt, Unterfranken als Friedrich Philipp Abert; † 23. April 1912 in Bamberg) war ein deutscher Priester, Theologe, Hochschullehrer und Erzbischof von Bamberg.

## Leben
Er war der Sohn des Schneidermeisters und Stadtkirchners Georg Franz Abert und nicht von adliger Geburt.
Friedrich Philipp von Abert studierte nach seinem Abitur in Münnerstadt Philosophie in Passau. 1871 trat er in das Würzburger Priesterseminar ein. Am 20. Februar 1875 empfing er die Priesterweihe, war anschließend in der Seelsorge tätig, 1881 wurde er Assistent am bischöflichen Klerikerseminar, promovierte 1882 zum Doktor der Theologie und wurde 1885 außerordentlicher Professor für Dogmatik am königlichen Lyzeum Regensburg. 1890 erhielt er einen Ruf auf den Lehrstuhl für Dogmatik und christliche Symbolik an die Universität Würzburg, war 1894/1895 und 1899/1900 Dekan der theologischen Fakultät, und 1900/01 Rektor der Alma Mater.
Im Jahr 1905 wurde er von dem Papst Pius X. zum Erzbischof von Bamberg ernannt. Die Bischofsweihe am 1. Mai 1905 spendete ihm Franz Joseph von Stein, Erzbischof von München und Freising; Mitkonsekratoren waren der Bischof von Würzburg, Ferdinand von Schlör und der Bischof von Augsburg, Maximilian von Lingg. Sein Wahlspruch war Caritate fortiter et suaviter („Durch Liebe stark und gütig“). Er starb nach schwerer Krankheit im Amt und wurde im Bamberger Dom am nördlichen Pfeiler des Westchores in einem Grabmal des Bildhauers Balthasar Schmitt beigesetzt.
Er gründete zahlreiche neue Pfarreien und ließ Kirchen bauen, insbesondere im Raum Nürnberg. Friedrich Philipp von Abert sprach sich bei der Reichstagswahl 1907 öffentlich gegen die vom Zentrum empfohlene Unterstützung der Sozialdemokraten aus.
Friedrich Philipp von Abert war Ehrenmitglied der katholischen Studentenverbindungen KDStV Markomannia Würzburg, KDStV Thuringia Würzburg, KDStV Gothia Würzburg und KDStV Gothia Erlangen im CV sowie des KStV Normannia Würzburg im KV.
Bereits 1887 verlieh man von Abert die Ehrenbürgerwürde von Wiesentheid, wo er zeitweise als Kaplan tätig war. 1987 wurde er Ehrenbürger seines Geburtsortes Münnerstadt in Unterfranken.

## Schriften
- Papst Eugen der Vierte. Ein Lebensbild aus der Kirchengeschichte des fünfzehnten Jahrhunderts. Kirchheim, Mainz 1884.
- Die Einheit des Seins in Christus nach der Lehre des hl. Thomas von Aquin (= Programm zum Jahresberichte des Königlichen Lyceums zu Regensburg für das Studienjahr. 1888/89, ZDB-ID 1118748-7). Mayr, Stadtamhof 1889, (Digitalisat (PDF; 5,79 MB)).
- Von den göttlichen Eigenschaften und von der Seligkeit. Zwei dem hl. Thomas von Aquin zugeschriebene ascetische Abhandlungen. Aus dem Lateinischen übersetzt. Göbel, Würzburg 1893.
- Sancti Thomae Aquinatis Compendium theologiae. Text mit Übersetzung und Anmerkungen. Göbel, Würzburg 1896